# ريج ديفيز (لاعب كرة قدم)
ريج ديفيز (بالإنجليزية: Reg Davies)‏ (10 أكتوبر 1933 في المملكة المتحدة - ) هو لاعب كرة قدم بريطاني في مركز حراسة المرمى. لعب مع بورت فايل ونادي ليتون أورينت ونادي ميلوول ونادي والسول ووست بروميتش ألبيون.